# Municipio de Rock Lake (Dakota del Norte)
El municipio de Rock Lake (en inglés: Rock Lake Township) es un municipio ubicado en el condado de Towner en el estado estadounidense de Dakota del Norte. En el año 2010 tenía una población de 13 habitantes y una densidad poblacional de 0,14 personas por km².

## Geografía
El municipio de Rock Lake se encuentra ubicado en las coordenadas 48°49′39″N 99°12′34″O / 48.82750, -99.20944. Según la Oficina del Censo de los Estados Unidos, el municipio tiene una superficie total de 92.22 km², de la cual 86,52 km² corresponden a tierra firme y (6,18 %) 5,7 km² es agua.

## Demografía
Según el censo de 2010, había 13 personas residiendo en el municipio de Rock Lake. La densidad de población era de 0,14 hab./km². De los 13 habitantes, el municipio de Rock Lake estaba compuesto por el 100 % blancos. Del total de la población el 0 % eran hispanos o latinos de cualquier raza.